# Versions alternatives de Spider-Man
 (décembre 2022).
- Si vous ne connaissez pas le sujet, laissez ce bandeau (vous pouvez alors contacter les auteurs).
- Si vous supprimez le contenu mis en cause (vous pouvez préalablement contacter les auteurs),

argumentez précisément cette suppression dans la page de discussion
(un manque de référence n'est pas un argument ; une recherche réelle de référence doit avoir été effectuée, être formellement documentée).
 (septembre 2012).
Si vous disposez d'ouvrages ou d'articles de référence ou si vous connaissez des sites web de qualité traitant du thème abordé ici, merci de compléter l'article en donnant les références utiles à sa vérifiabilité et en les liant à la section « Notes et références ».
En plus de ses deux principales incarnations (Terre-616), une multitude de versions de Spider-Man existent dans d'autres univers.

## Dans la continuité principale
- Le Spider-Man pré-One More Day, qui est marié avec Mary-Jane Watson, son ami Harry Osborn est mort depuis plusieurs années, son identité est publique, sa tante May est dans le coma, il porte à nouveau son costume noir et produit des toiles organiques.
- Le Spider-Man post-One More Day, qui est célibataire, son ami Harry Osborn est toujours vivant, son identité est secrète, sa tante May est en bonne santé et il ne produit pas de toiles organiques.
- Le Spider-Man Supérieur, quand le Dr Octopus a transféré son esprit dans le corps de Peter Parker.

## Autres univers

### What if?
- Volume 1 :
  - #1: What if Spider-Man Joined the Fantastic Four?: Spider-Man est accepté par les Quatre Fantastiques lorsqu'il s'infiltra dans le Baxter Building, la résidence du groupe et leur demande de devenir un membre en échange d'un salaire.
  - #7: What if Someone Else Had Become the Amazing Spider-Man?: trois histoires imaginent respectivement Flash Thompson (Captain Spider), John Jameson (Spider Jameson), et Betty Brant (Spider-Girl) se faire mordre à la place de Peter Parker.
  - #8: What if the Spider Had Been Bitten by a Radioactive Human?: version humoristique inversant les rôles.
  - #15: What if Nova Had Been Four Other People?: quatre histoires dont l'une où c'est Peter Parker qui devient Nova.
  - #19: What if Spider-Man Had Never Become a Crimefighter?: Peter Parker arrête le voleur qui aurait tué son oncle, et n'acquiert ainsi pas son sens des responsabilités, poursuivant sa carrière dans le show-business.
  - #23: What if Aunt May Had Been Bitten by that Radioactive Spider?: histoire back-up où c'est Tante May qui subit la morsure.
  - #24 What if Gwen Stacy Had Lived?: Spider-Man sauve Gwen en plongeant pour la rattraper au lieu de la rattraper dans sa chute avec sa toile. Il lui révèle son identité secrète et elle accepte sa proposition de mariage. Mais J. Jonah Jameson découvre enfin le secret de Peter grâce à Norman Osborn et Peter se voit obligé de fuir pour échapper à la police peu après son mariage. Gwen s'en va avec Joe Robertson qui lui promet de faire tout pour aider Peter.
  - #26: What if Captain America Had Been Elected President?: simple caméo.
  - #29: What if the Avengers Defeated Everybody?: simple caméo.
  - #30: What if Spider-Man's Clone Lived?: à la suite de l'explosion, le clone se réveille le premier et, persuadé d'être le véritable Spider-Man, place l'autre dans un caisson d'hibernation. En voulant reprendre sa vie, il s'aperçoit que celle-ci a évolué depuis ses derniers souvenirs, et réalise alors qu'il est le clone. Il libère alors l'original et, après quelques péripéties, les deux s'accordent pour partager la même existence.
  - #31: What if the Fantastic Four Had Never Been?: simple caméo en civil.
  - #46: What if Spider-Man's Uncle Ben Had Lived?: Dans cette version, c'est Tante May qui est tuée à la place d'Oncle Ben.
- Volume 2 :
  - #1: What if the Avengers Lost the Evolutionary War?: dans cette version, Spider-Man fait partie des Fantastiques.
  - #2: What if Daredevil Killed the Kingpin?
  - #4: What if the Alien Costume Possessed Spider-Man?: Mr Fantastic ne parvient pas à séparer Spider-Man du symbiote, qui en prend le contrôle pour semer le chaos. La créature se choisit ensuite d'autres hôtes plus puissants, laissant un Peter Parker totalement vidé de son énergie et qui ne tarde pas à en mourir. Pour venger celui qui était son amant, la Chatte Noire détruit le symbiote grâce à une arme du Caïd, obtenue en échange de quoi elle passera le reste de sa vie au service du gangster.
  - #6: What if the X-Men Lost Inferno?
  - #10: What if the Punisher's Family Had Not Been Killed?: simple caméo.
  - #13: What if Professor X Had Become the Jugggernaut?: simple caméo.
  - #15: What if the Fantastic Four had Lost the Trial of Galactus?: simple caméo.
  - #17: What if Kraven the Hunter Had Killed Spider-Man?: Lors de la Dernière Chasse de Kraven, celui-ci tue réellement son ennemi et prend sa place. Mary Jane confie ses doutes à la Torche Humaine, ce qui mène les héros à combattre l'imposteur et finalement retrouver le corps. Mary Jane décide de révéler son identité au public mais Jonah Jameson l'utilise pour alimenter sa croisade contre les super-héros.
  - #20-21: What if Spider-Man Had Not Married Mary Jane but the Black Cat?: Au dernier moment, Peter refuse le risque de mettre sa femme en danger si son identité était découverte. Pour la protéger, il l'écarte de sa vie, et il est donc célibataire lorsque la Chatte Noire rentre d'Europe. La jugeant capable de se défendre, il la laisse rentrer dans sa vie et finit par l'épouser. Cependant, il réalise qu'elle est trop brutale envers les criminels et, ne parvenant pas à la maîtriser, il la quitte. Alors qu'il passe de plus en plus de temps sous son costume aux dépens de sa vie civile, sa route rejoint celle de Silver Sable, avec qui il finit par nouer une relation.
  - #24: What if Wolverine was Lord of the Vampires?: simple caméo.
  - #25: What if the Marvel Super Heroes had lost Atlantis Attacks?
  - #26: What if the Punisher Killed Daredevil?
  - #28: What if Captain America Had Led an Army of Super Soldiers in World War II?: simple caméo en civil.
  - #31: What if Spider-Man Had Kept his Cosmic Powers?: Toujours doté des pouvoirs de Captain Universe, Peter Parker raccroche la toile pour mener une vie normale. Lorsque Venom l'attaque, il cède face à sa puissance et conclut un accord, acceptant de reprendre son rôle. Par la suite, des catastrophes planétaires finissent par le rendre insensible, et après diverses péripéties il parvient à se débarrasser de tous ses pouvoirs grâce à une machine de Fatalis. C'est alors que Mary Jane donne naissance à leur fille, manifestement dotée des pouvoirs.
  - #34: What if No One Was Watching the Watcher?: recueil d'histoires courtes humoristiques.
  - #35: What if the Fantastic Five Invaded the Negative Zone?: dans cette version, Spider-Man fait partie des Fantastiques.
  - #37: What if Wolverine and his X-Vampires Had Conquered the World?: simple caméo.
  - #42: What if Spider-Man Had Kept his Six Arms?: Morbius fut dévoré par des requins. Il ne mordit pas Spider-Man, qui ne put redevenir comme avant. Ce n’est pas faute pour le Docteur Connors d’essayer de l’aider. La frustration de l’échec fit même revenir le Lézard en lui. Avec six bras, le maîtriser ne fut guère difficile. Spider-Man décida de rencontrer Charles Xavier et Red Richards. Leur diagnostic fut sans appel. La mutation était irréversible. Et pourtant, Xavier essaya de lui expliquer ce qu’il pouvait devenir. Le modèle qu’il pouvait être, qu’il devait être. Pour Peter, la chose fut plus difficile. Ne sachant comment s’y prendre, il se mit à l’écart de ses proches. Jusqu’à ce que Red ne lui fasse une proposition. Il avait transformé une armure utilisée par Susan Storm pour simuler ses pouvoirs. Il avait fabriqué quatre gants, qui rendirent invisibles ses membres supplémentaires. Sa carrière de super-héros n’en fut que plus brillante. Il défit Thanos, Méphisto même. Il put même vaincre le Bouffon Vert, et sauver Gwen Stacy de sa chute mortelle. Mais surtout, il devint le symbole pour tous les handicapés que l’on pouvait avoir une belle vie, et être accepté.
  - #44: What if Venom Had Possessed the Punisher?
  - #45: What if Barbara Ketch Had Become Ghost Rider?
  - #47: What if Magneto Took Over The USA?: simple caméo.
  - #52: What if Doom Became Sorcerer Supreme?: simple caméo.
  - #53: What if Spider-Man Killed the Lizard?
  - #58: What if the Punisher Had Killed Spider-Man?.
  - #61: What if Spider-Man's "Parents" Destroyed His Family?: les androïdes à l'image de Richard et Mary Parker tuent Mary Jane et Tante May, puis font accuser Peter tout en dévoilant son identité.
  - #64: What if Iron Man Sold Out?
  - #67-68: What if Captain America Were Revived Today?
  - #72: What if Spider-Man Became a Murderer?.
  - #76: What if Peter Parker Had to Destroy Spider-Man?
  - #78: What if the New Fantastic Four Had Remained a Team?: dans cette version, Spider-Man fait partie des Fantastiques.
  - #82: What if J. Jonah Jameson Adopted Spider-Man?
  - #86: What if Scarlet Spider Killed Spider-Man: Lorsque Peter perdit sa santé mentale déjà fragile et s'allia avec le Chacal pour établir le remplacement des êtres humains par les clones, il est présumé mort à la fin du combat et Ben Reilly prend l'identité de Peter Parker.
  - #88: What if Spider-Man Evolved Into a Spider Monster?
  - #99: What if Black Cat was a Celebrity?
  - #105: What if Spider-Man and Mary Jane's Child Had Survived?: Une quinzaine d'années dans le futur, la fille de Peter et Mary Jane se découvre des pouvoirs à l'adolescence, tandis que la famille est prise pour cible par Normie Osborn, nouvelle incarnation du Bouffon Vert. Apprenant que son père était Spider-Man (jusqu'à un combat qui lui coûta une jambe), May reprend le flambeau et devient Spider-Girl.
  - #108: What if the Avengers Battled the Carnage Cosmic?
  - #114: What if All the Participants of Secret Wars Had Been Trapped on Battleworld?
- What if Aunt May Died Instead of Uncle Ben?
- What if Karen Page Had Lived?: simple caméo.
- What if?: Spider-Man: The Other: Peter rejette son araignée intérieure et le symbiote de Venom, voyant qu'il est fragile, abandonne à Mac Gargan et se fond à nouveau avec Peter. La créature se dirige au penthouse de Tony Stark et confronte Mary Jane et May. Il veut se répliquer avec MJ, mais voyant que celle-ci refuse de l'appeler Peter, prend le nom de Poison. Wolverine et Luke Cage l'attaquent mais ils sont vaincus rapidement. Puis il va au tombeau de Gwen Stacy et se réplique avec son cadavre. Gwen ressuscite sous la forme d'une créature similaire à Carnage.
- What if?: Avengers Disassembled
- What if?: Wolverine: Enemy of the State: Spider-Man est le premier héros à être tué par Wolverine qui se trouve sous l'emprise de l'HYDRA.
- What if?: Age of Apocalypse: Xavier et Magnus sont tous les deux tués par Legion, Apocalypse domine le monde et utilise plusieurs clones de Spider-Man.
- What if?: Civil War
- What if?: Spider-Man vs. Wolverine: Après la mort de Gwen, Spider-Man s'est endurci. Il quitte le pays et prend Wolverine comme mentor, devenant le Spider-Man Assassin.
- Hero Initiative: Mike Wieringo (What if This Was the Fantastic Four?): dans cette version, Spider-Man fait partie des Fantastiques.
- What if?: House of M
- What if?: Newer Fantastic Four: dans cette version, Spider-Man fait partie des Fantastiques.
- What if?: Spider-Man: Back in Black: à l'issue de Civil War, c'est Mary Jane qui est tuée à la place de Tante May. Peter ne peut surmonter sa rage et tue l'assassin. Il est également décidé à tuer le Caïd, même si Tante May et Iron Man tentent de l'en dissuader.
- What if?: Secret Wars
- What if?: Secret Invasion
- What if?: Spider-Man: House of M
- What if?: Iron Man: Demon in an Armor: Spider-Man apparaît dans l'histoire back-up What if the Venom Symbiote Possessed Deadpool?. Alors qu'il se plaint au Beyonder de ne pouvoir enlever le symbiote, Spider-Man est vaincu par Deadpool, qui récupère le symbiote tandis que le Tisseur fait une chute mortelle.
- What if?: Spider-Man: Grim Hunt
- What if?: Dark Reign
- What if? #200: Siege
- What if?: Avengers vs. X-Men
- What if?: Age of Ultron

### Crossovers avecDC
Dans Superman vs The Amazing Spider-Man, Spider-Man et Superman s'allient pour arrêter Lex Luthor et le Docteur Octopus. Dans Marvel Treasury Edition #28, il s'allient à nouveau pour combattre le Parasite et le Docteur Fatalis avec l'aide de Wonder Woman et de Hulk.
Dans Batman/Spider-Man, il s'allie avec le Chevalier noir pour arrêter le Joker et Carnage. Dans la suite Batman/Spider-Man, ils collaborent cette fois contre Ra's Al Ghul et le Caïd.

### Age of Apocalypse
Peter Parker est exécuté par le régime de Apocalypse simplement parce qu'il est un allié potentiel de Gwen Stacy une membre de la résistance humaine. On ignore s'il avait acquis les pouvoirs de sa contrepartie 616.

### MC2
Une version alternative de Peter Parker existe dans l'Univers MC2 et est un des personnages principaux de Spider-Girl.
Pendant la bataille finale de Spider-Man avec le Bouffon Vert, celui-ci meurt et Peter perd sa jambe. Il est révélé que sa fille May est bien vivante et fut sauvée par Kaine.
Peter se retire et se consacre à sa famille. Au fil des années, il surmonte son handicap et devient un scientifique du NYPD. Pourtant sa fille devient Spider-Girl lors d'une attaque de Normie Osborn, le petit-fils de Norman. Peter est forcé d'accepter la décision de May et de vivre avec.
Peter porterait à nouveau le costume de Spider-Man  à trois reprises. La première fois pour aider sa fille et Darkdevil, le fils de Ben Reilly, pour convaincre à un autre Spider-Man (Gerry Drew) de ne pas risquer sa vie et dans Spider-Girl #100 pour sauver May du Superbouffon. Peter et MJ ont eu récemment un nouvel enfant, Benjamin Parker Jr qui malgré son jeune âge, possède aussi des pouvoirs.

### Spider-Man: Chapter One
La série limitée Spider-Man : Chapter One était la tentative de John Byrne de remanier les origines de Spider-Man (comme il l'avait fait avec Superman en 1986), et lui donne une nouvelle origine, basée sur l'histoire de Stan Lee et Steve Ditko. Cette série n'est plus considérée comme canonique[réf. nécessaire].

### Ultimate Spider-Man
Ultimate Spider-Man est comme les autres séries de l'Univers Ultimate Marvel, est une version modernisée du personnage de Spider-Man, visant à conquérir un jeune public parfois rebuté par quarante ans de continuité. Il est inspiré mais est très différent de la continuité originale.
Peter Parker est un lycéen qui est mordu par une araignée génétiquement modifiée (qui n'est pas radioactive) lors d'une visite avec sa classe dans les entreprises Osborn. Cette idée sera utilisée plus tard dans le film Spider-Man. Son oncle Ben était un ex-hippie qui portait une queue de cheval et May est une femme indépendante et en bonne santé.

### Marvel 1602
Peter Parquagh est le jeune apprentie de Sir Nicholas Fury, l'espion de la reine Élisabeth Ire d'Angleterre. Il est mordu constamment par des araignées et à la fin, acquiert des pouvoirs similaires à Spider-Man. Dans 1602 : New World, il prend l'identité de Spider.

### Powerless
Dans cette série limitée, qui se déroule dans un Univers Marvel sans superpouvoirs, Peter Parker a perdu la mobilité d'un bras lors d'une morsure d'une araignée radioactive, et est harcelé par Norman Osborn, qui veut savoir tout sur le Projet Iron-Man de Stark Industries où Peter travaille comme boursier.

### House of M
Dans un monde dominé par les mutants et où les homo sapiens sont la minorité opprimée, Peter Parker est aux yeux du monde un mutant  et son identité de Spider-Man est publique. Son oncle Ben est vivant, il a un enfant avec sa femme Gwen Stacy, et il a l'approbation de l'opinion publique et J. Jonah Jameson est son agent publicitaire qui est constamment humilié par lui.
Lorsqu'il est accueilli par la résistance, Layla Miller lui fait se souvenir de sa vie dans l'Univers Marvel, mais ses souvenirs lui font horriblement mal et il se sauve. Emma Frost explique à Layla que Gwen Stacy est morte il y a plusieurs années et Wolverine part parler à Peter. Peter lui dit alors que ces souvenirs sont trop douloureux, qu’il ne peut vivre tous les jours avec ça et qu’il accepte de rejoindre le groupe pour faire revenir la vérité, il est prêt à tuer Magnéto et sa fille, Wolverine lui confie que lui aussi.
Spider-Man et le reste de l'équipe essaient d'attaquer Magnéto. Il est présent lorsque la Sorcière Rouge ressuscite Vif-Argent et déclare : "plus de mutant…"

### Spider-Man: House of M
Dans cette réalité, la condition sapien de Peter est révélée par Jameson (ce qui n'est jamais arrivé dans House of M), et Spider-Man perd toute sa richesse et devient un fugitif. Il est obligé de feindre son suicide pour pouvoir vivre en paix avec sa famille.

### Marvel Zombies
Marvel Zombies se deroule dans un Univers Marvel où un virus a transformé tous les super-héros en zombis cannibales. Dans Marvel Zombies vs Army of Darkness #1, Spider-Man sauve Ash Williams des Vengeurs, devenus tous des morts-vivants, mais est mordu par Captain America. Bien qu'il soit tout aussi affamé de chair humaine que les autres zombis, il est constamment tourmenté pour avoir dévoré Mary-Jane et May. mais il est incapable de changer sa nature.

### Spider-Man: Reign
Ce futur probable montre un Spider-Man retiré depuis plusieurs années, qui retourne dans un New York devenu un État policier pour se battre une dernière fois.

### Bullet Points
Ben Parker meurt avant la naissance de son neveu et celui-ci, ayant grandi sans une figure paternelle, est devenu un adolescent rebelle et cynique qui sèche les cours. Ayant été exposé accidentellement à une dose massive de rayons gamma il se transforme lors de ses moments de stress ou de colère en une créature colossale animée par la rage, connue comme Hulk. Le docteur Bruce Banner est mordu par une araignée radioactive, lorsqu'il examine le sang de Peter pour trouver une guérison, et ayant acquis des superpouvoirs, devient le super-héros Spider-Man.

### Spider-Man Noir
En 1933, pendant la Grande Dépression, le gangster Norman Osborn fait régner sa loi sur New-York, à l'aide de ses hommes de main (les exécuteurs, Kraven, le Vautour, Hammeread). Ensemble, ils ont sauvagement assassiné Ben Parker qui s'opposait à leur trafic. Aidé par le journaliste Ben Urich, son neveu Peter est bien décidé à venger sa mort.
Cette version de Spider-Man prend place dans le contexte de l'entre deux guerres, et nous montre un Peter Parker plus noir, qui doit faire face à la dure réalité de la corruption à l'échelle de New-York. À qui se fier dans une ville dirigée par la pègre?

### Spider-Man 2211
Créée par Peter David et Rick Leonardi, il est apparu pour la première fois dans le One-Shot Spider-Man Meets 2099 Spider-Man (novembre 1995) publiées par Marvel Comics.
Le Dr Max Borne est Spider-Man 2211 de cette même année. Il possède une force surhumaine (capable de soulever 25 tonnes de façon optimale), une grande agilité et endurance. Son costume-armure est un gilet pare-balles (sauf à bout portant) qui comprend des sangles guidées, une électro-sangle, adduction d'air, quatre bras cybernétique mentalement contrôlé, des capteurs visuels, des bottes et un moteur de fusée voyageant dans le temps. Il fait partie d'une organisation qui tente de prévenir les perturbations du temps orchestrées par des Super-Vilains ou autres.
Lors de sa première apparition, il aide deux autres Spider-Men, Peter Parker et Miguel O'Hara, à vaincre le Super-Bouffon 2211, son principal ennemi. C'est en réalité, Robin Borne, la fille de Max Borne, devenue folle lorsqu'elle a été infectée par un nanovirus. Il est plus tard abattu par le Caméléon 2211 se faisant passer pour l'oncle Ben.

### Spider-Verse
Plusieurs versions alternatives de Spider-Man sont développées dans les films Spider-Man: Into the Spider-Verse et Spider-Man : Across the Spider-Verse.

## Autres personnages ayant porté le costume de Spider-Man
Autres personnes ont utilisé l'identité de Spider-Man. La plupart existent dans l'Univers Marvel:
- Timespinner, un Spider-Man robot créé par Kang pour pouvoir vaincre les Vengeurs (Avengers #11). Il est longtemps inactif mais bien plus tard revient avec la capacité d'absorber l'énergie des personnes. Il fut détruit par Ben Reilly et les Vengeurs (Spider-Man Team-Up #4).
- Le Caméléon, Mystério et Kraven le chasseur se sont, tous les trois, fait passer pour Spider-Man.
- Ben Reilly, un clone de Peter, se battait contre le crime avec l'identité de Scarlett Spider. Il devient Spider-Man (avec un nouveau costume) quant Peter se retire temporairement lorsque Mary-Jane était enceinte, avant le retour du Bouffon Vert.
- Deadpool porta brièvement le costume de Spider-Man.
- Mattie Franklin, la nièce de J. Jonah Jameson assuma le rôle avec un costume identique lors de la dernière retraite de Spider-Man. Elle devient Spider-Woman pendant un temps.
- Dans un futur probable, Miguel O'Hara, un généticien, devient le Spider-Man de l'année 2099
- Spider-Ham, parodie de Spider-Man alias Peter Porker.